# Trofeo Mundial por equipos de patinaje artístico sobre hielo

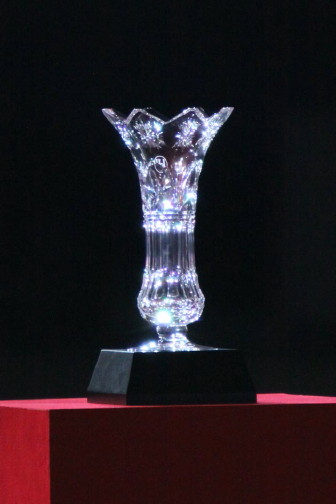
Trofeo del torneo.

El Trofeo Mundial por equipos es una competición de patinaje artístico sobre hielo sancionada por la Unión Internacional de Patinaje sobre Hielo. Se celebró por primera vez en Tokio, Japón, del 16 al 19 de abril de 2009, al final de la temporada de patinaje competitivo. Se trata de una competición por equipos, en la que cada país  participante  envía dos hombres, dos mujeres, una pareja de patinaje libre y una pareja de danza sobre hielo.
El nuevo evento, anunciado en una conferencia de prensa durante el Campeonato Mundial de 2008, se creó con el propósito de incentivar a las federaciones nacionales para potenciar el desarrollo del patinaje en todas las disciplinas. La competición no se celebra en los años cuando tienen lugar los Juegos olímpicos de invierno.

## Competición y participantes

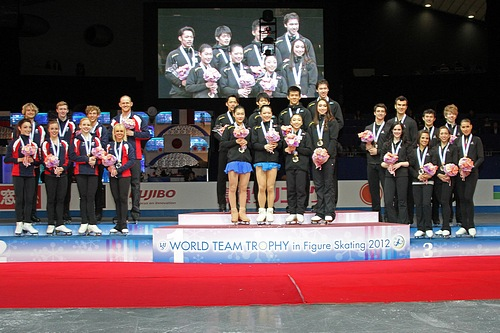
La ceremonia de medallas en el Trofeo Mundial por equipos de 2012

Los seis países con los mejores resultados de la temporada son seleccionados para tomar parte en el Trofeo Mundial por equipos.
Cada país participa con ocho patinadores: dos en las disciplinas de patinaje individual femenino y masculino, y sendas parejas en patinaje en parejas y danza sobre hielo Los países participantes en el evento inaugural fueron Estados Unidos, Canadá, Japón, Francia, Rusia y China. La Federación de Patinaje de Japón pagó el total de premios en metálico, que ascendieron a un millón USD, de los que doscientos mil USD fueron para el país ganador.

## Resultados por año
| Año  | Lugar                                                     | Oro                                                       | Plata                                                     | Bronce                                                    |
| 2009 | Tokio                                                     | Estados Unidos                                            | Canadá                                                    | Japón                                                     |
| 2010 | No tuvo lugar                                             | No tuvo lugar                                             | No tuvo lugar                                             | No tuvo lugar                                             |
| 2011 | Competición cancelada por el terremoto y tsunami de Japón | Competición cancelada por el terremoto y tsunami de Japón | Competición cancelada por el terremoto y tsunami de Japón | Competición cancelada por el terremoto y tsunami de Japón |
| 2012 | Tokio                                                     | Japón                                                     | Estados Unidos                                            | Canadá                                                    |
| 2013 | Tokio                                                     | Estados Unidos                                            | Canadá                                                    | Japón                                                     |
| 2015 | Tokio                                                     | Estados Unidos                                            | Rusia                                                     | Japón                                                     |
| 2017 | Tokio                                                     | Japón                                                     | Rusia                                                     | Estados Unidos                                            |
| 2019 | Fukuoka                                                   | Estados Unidos                                            | Japón                                                     | Rusia                                                     |
| 2021 | Osaka                                                     | Rusia                                                     | Estados Unidos                                            | Japón                                                     |

## Medallero
| Equipo         | Oro | Plata | Bronce | Total |  |        |   |   |   |   |
| Estados Unidos | 4   | 2     | 1      | 7     |  |        |   |   |   |   |
| Japón          | 2   | 1     | 4      | 7     |  |        |   |   |   |   |
| Rusia          | 1   | 2     | 1      | 4     |  | Canadá | 0 | 2 | 1 | 3 |

## Integrantes por equipo
| Edición | Sede                                                      | Oro | Plata | Bronce |
| 2009    | Tokio                                                     | Estados UnidosJeremy Abbott Evan Lysacek Rachael Flatt Caroline Zhang Caydee Denney / Jeremy Barrett Tanith Belbin / Benjamin Agosto                                    | CanadáPatrick Chan · Vaughn Chipeur · Cynthia Phaneuf · Joannie Rochette · Jessica Dubé / Bryce Davison · Tessa Virtue / Scott Moir                    | JapónTakahiko Kozuka Nobunari Oda Miki Ando Mao Asada Narumi Takahashi / Mervin Tran Cathy Reed / Chris Reed                                                       |
| 2011    | Competición cancelada por el terremoto y tsunami de Japón | Competición cancelada por el terremoto y tsunami de Japón | Competición cancelada por el terremoto y tsunami de Japón                                                                                              | Competición cancelada por el terremoto y tsunami de Japón |
| 2012    | Tokio                                                     | JapónTakahiko Kozuka Daisuke Takahashi Kanako Murakami Akiko Suzuki Narumi Takahashi / Mervin Tran Cathy Reed / Chris Reed                                              | Estados UnidosJeremy Abbott Adam Rippon Gracie Gold Ashley Wagner Caydee Denney / John Coughlin Meryl Davis / Charlie White                            | CanadáPatrick Chan · Kevin Reynolds · Amélie Lacoste · Cynthia Phaneuf · Meagan Duhamel / Eric Radford · Tessa Virtue / Scott Moir                                 |
| 2013    | Tokio                                                     | Estados UnidosMax Aaron Jeremy Abbott Gracie Gold Ashley Wagner Marissa Castelli / Simon Shnapir Madison Chock / Evan Bates                                             | CanadáPatrick Chan · Kevin Reynolds · Gabrielle Daleman · Kaetlyn Osmond · Meagan Duhamel / Eric Radford · Kaitlyn Weaver / Andrew Poje                | JapónTakahito Mura Daisuke Takahashi Mao Asada Akiko Suzuki Cathy Reed / Chris Reed                                                                                |
| 2015    | Tokio                                                     | Estados UnidosMax Aaron Jason Brown Gracie Gold Ashley Wagner Alexa Scimeca / Chris Knierim Madison Chock / Evan Bates                                                  | RusiaMaxim Kovtun · Serguéi Vóronov · Elena Radionova · Elizaveta Tuktamysheva · Yuko Kavaguti / Alexander Smirnov · Elena Ilinykh / Ruslan Zhiganshin | JapónYuzuru Hanyu Takahito Mura Satoko Miyahara Kanako Murakami Ami Koga / Francis Boudreau-Audet Cathy Reed / Chris Reed                                          |
| 2017    | Tokio                                                     | JapónYuzuru Hanyu Shoma Uno Wakaba Higuchi Mai Mihara Sumire Suto / Francis Boudreau-Audet Kana Muramoto / Chris Reed                                                   | RusiaMikhail Kolyada · Maxim Kovtun · Evgenia Medvedeva · Elena Radionova · Evgenia Tarasova / Vladimir Morozov · Ekaterina Bobrova / Dmitri Soloviev  | Estados UnidosJason Brown Nathan Chen Karen Chen Ashley Wagner Ashley Cain / Timothy LeDuc Madison Chock / Evan Bates                                              |
| 2019    | Fukuoka                                                   | Estados UnidosNathan Chen Vincent Zhou Mariah Bell Bradie Tennell Ashley Cain / Timothy LeDuc Madison Hubbell / Zachary Donohue                                         | JapónKeiji Tanaka Shoma Uno Rika Kihira Kaori Sakamoto Riku Miura / Shoya Ichihashi Misato Komatsubara / Tim Koleto                                    | RusiaAndréi Lazukin · Alexander Samarin · Sofia Samodurova · Elizaveta Tuktamysheva · Natalia Zabiiako / Alexander Enbert · Victoria Sinitsina / Nikita Katsalapov |
| 2021    | Osaka                                                     | RusiaMikhail Kolyada · Evgeni Semenenko · Anna Shcherbakova · Elizaveta Tuktamysheva · Anastasia Mishina / Aleksandr Galliamov · Victoria Sinitsina / Nikita Katsalapov | Estados UnidosJason Brown Nathan Chen Karen Chen Bradie Tennell Alexa Knierim / Brandon Frazier Kaitlin Hawayek / Jean-Luc Baker                       | JapónYuzuru Hanyu Shoma Uno Rika Kihira Kaori Sakamoto Riku Miura / Ryuichi Kihara Misato Komatsubara / Tim Koleto                                                 |